# Capriccio (Magazin)
Capriccio ist ein Kulturmagazin des Bayerischen Fernsehens. 
Programmatisch widmet sich die seit dem 20. Januar 1987 produzierte Fernsehsendung den vielfältigen Facetten aus der Welt der Kunst und Kultur. Redaktionell verantwortlich für die Sendung sind Sylvia Griss, Lars Friedrich, Franz Xaver Karl und Armin Kratzert. Die Titelmusik im Vorspann stammt aus der Arie Lascia ch’io pianga aus der Oper Rinaldo von Georg Friedrich Händel.